# 市民中心駅 (深圳市)
市民中心駅（しみんちゅうしん-えき）は中華人民共和国深圳市福田区に位置する深圳地下鉄2号線及び4号線の駅。

## 駅構造
地下2階に2号線ホーム、地下2階に4号線ホームがある。
| 2号線ホーム (B2F) | 相対式ホーム         |
| 2号線ホーム (B2F) | ←■4号線 清湖方面     |
| 2号線ホーム (B2F) | ■4号線 福田口岸方面→ |
| 2号線ホーム (B2F) | 相対式ホーム         |
| 4号線ホーム (B3F) | ←■2号線 赤湾方面     |
| 4号線ホーム (B3F) | 島式ホーム           |
| 4号線ホーム (B3F) | ■2号線 新秀方面→     |

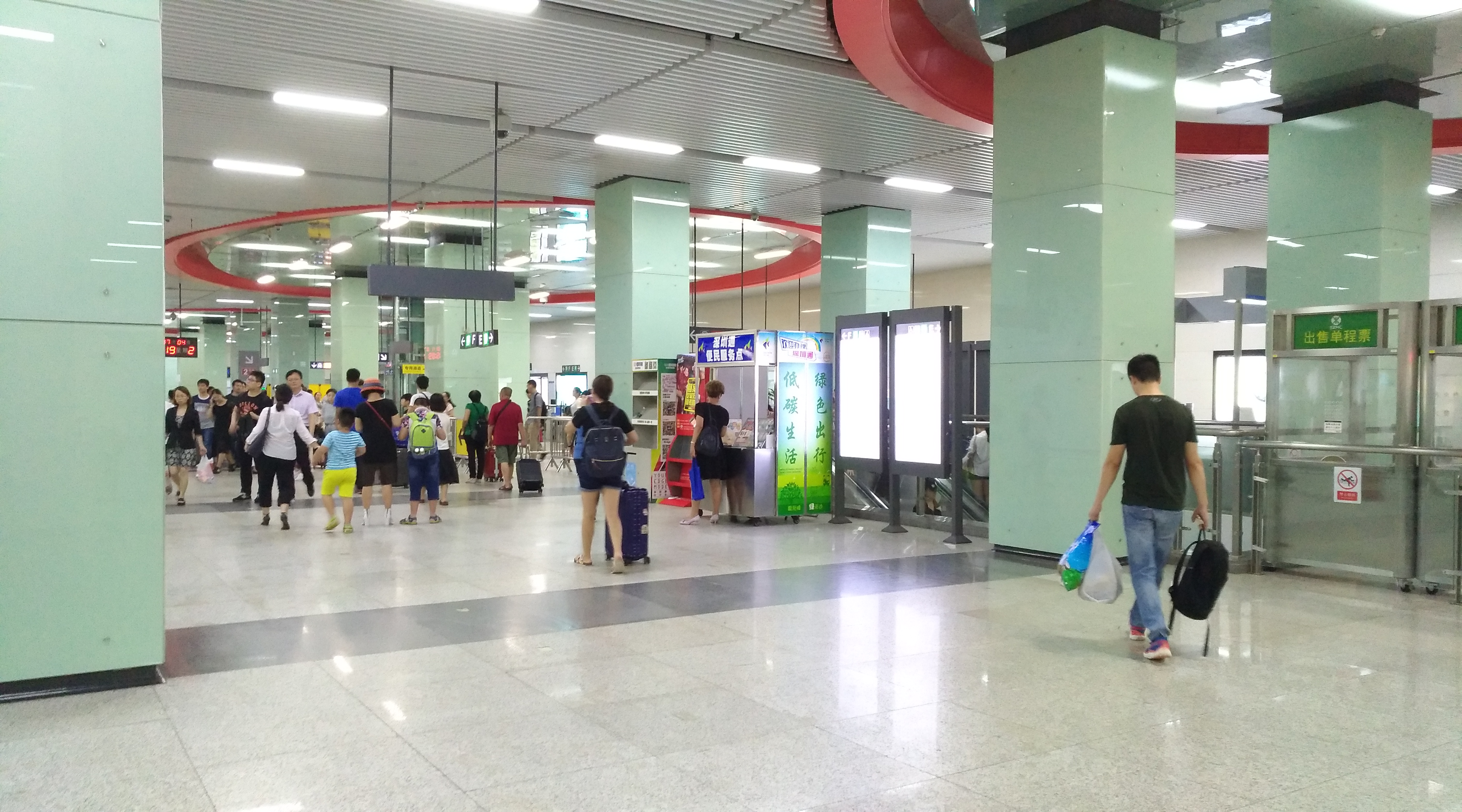
2号線コンコース
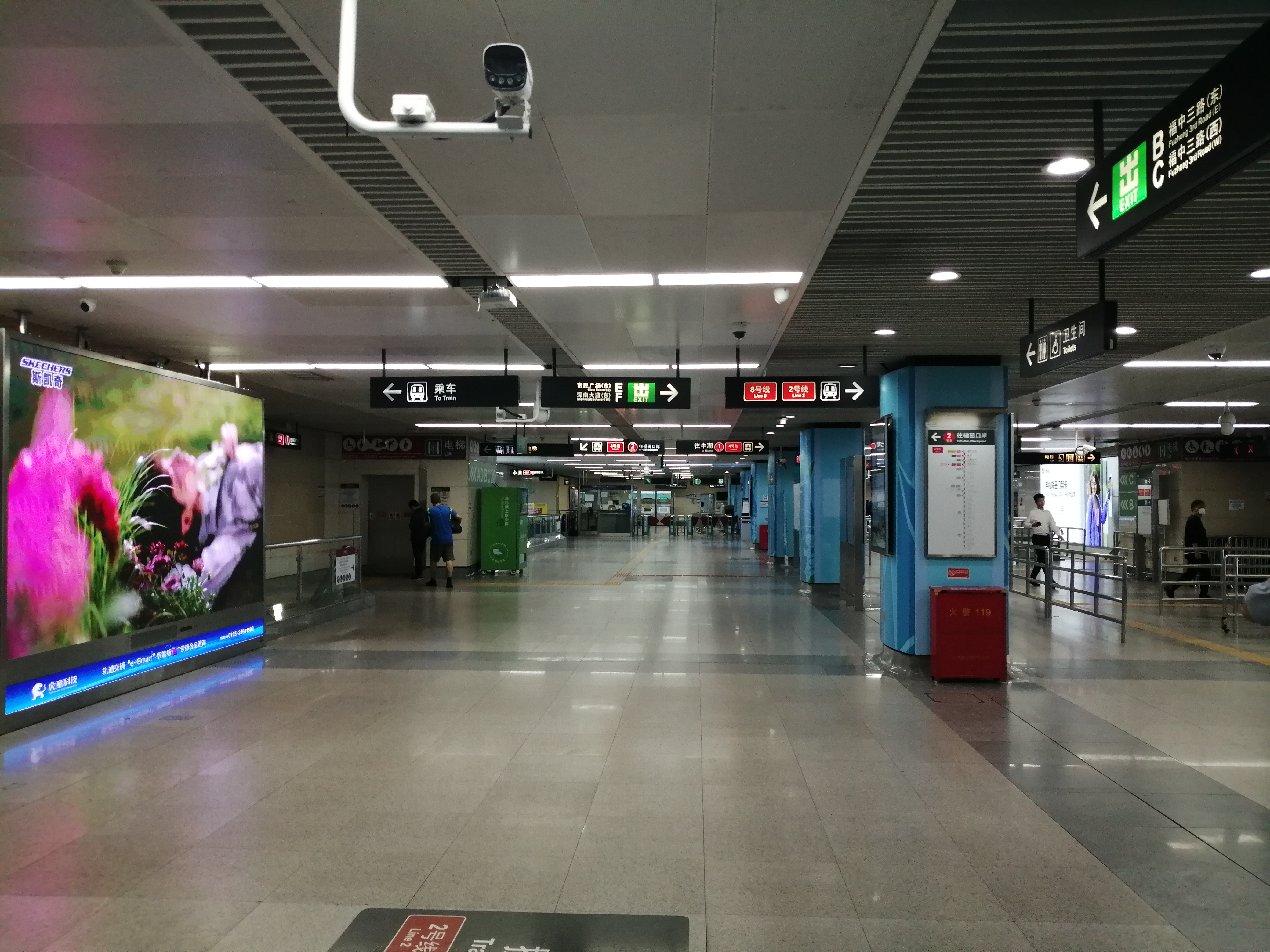
4号線コンコース
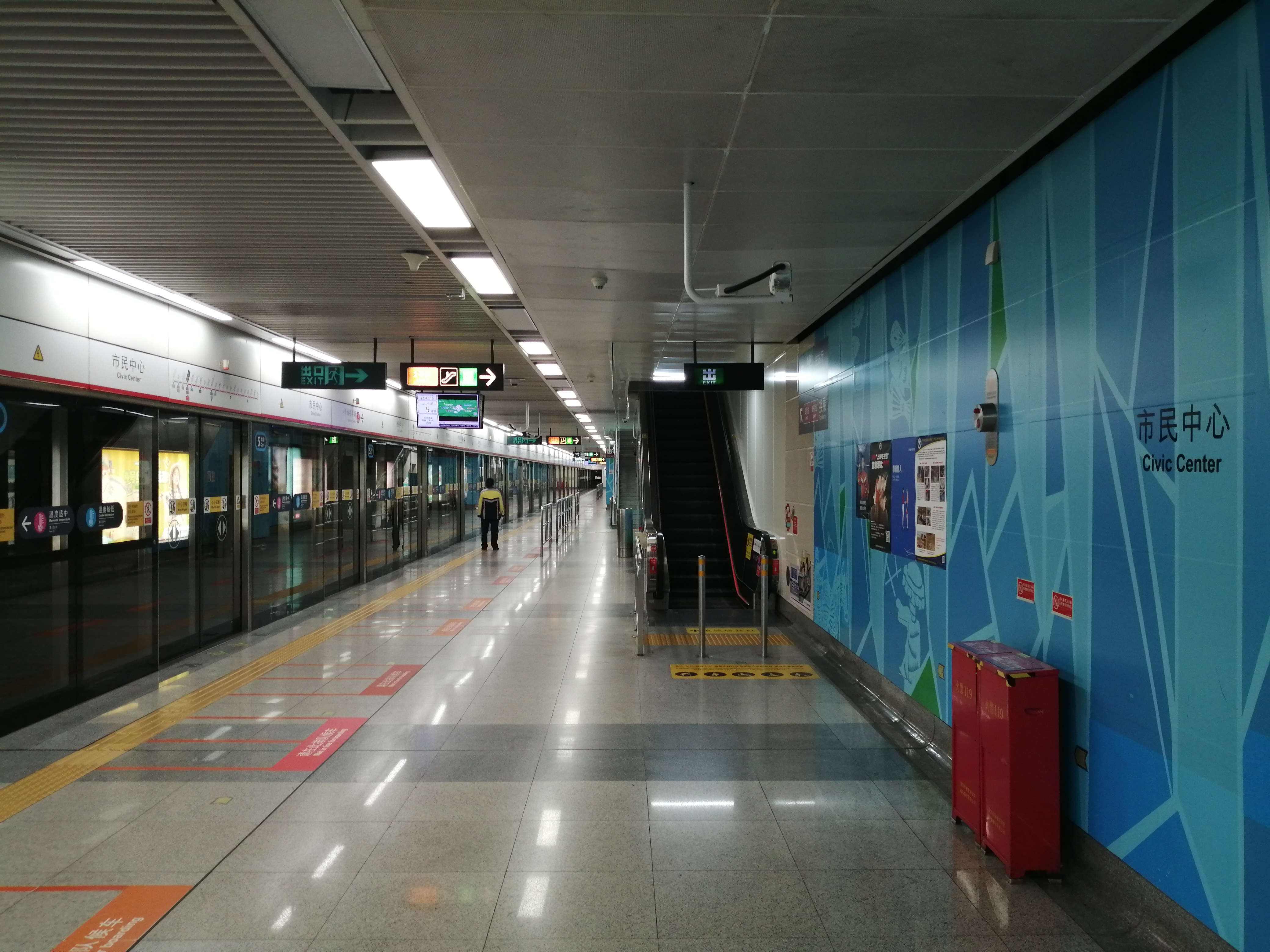
4号線ホーム

## 駅周辺
- 市民中心南広場
- 高交会館

## 歴史
- 2004年12月28日 - 4号線の駅として開業[1]。
- 2011年6月28日 - 2号線が開業。

## 隣の駅
深圳地下鉄
■ 2号線
福田駅 - 市民中心駅 - 崗廈北駅
■ 4号線
少年宮駅 - 市民中心駅 - 会展中心駅